# Zelotomys
A Zelotomys az emlősök (Mammalia) osztályának a rágcsálók (Rodentia) rendjébe, ezen belül az egérfélék (Muridae) családjába tartozó nem.

## Rendszerezés
A nembe az alábbi 2 faj tartozik:
- Zelotomys hildegardeae Thomas, 1902 – típusfaj
- Zelotomys woosnami Schwann, 1906